# Monopol
 For alternative betydninger, se Monopol (flertydig). (Se også artikler, som begynder med Monopol)
Et monopol (fra græsk μόνος mónos ["alene" eller "enlig"] og πωλεῖν pōleîn ["at sælge"]) betegner en virksomhed, der er den eneste udbyder (sælger) af en vare eller tjeneste. Den enestående position kan skyldes, at virksomheden har juridiske enerettigheder til at fremstille det pågældende produkt (f.eks. fordi den ejer et patent), at den har en teknologisk fordel fremfor potentielle konkurrenter, eller simpelthen at virksomheden historisk har været den første til at etablere sig på markedet.

## Monopoler og samfundsøkonomisk effektivitet
En monopolvirksomhed kan – hvis ikke der sker regulering – selvstændigt fastsætte prisen på sine ydelser. Man kan vise, at monopolisten maksimerer sit overskud ved at tage højere priser for sine varer og producere mindre, end hvad der ville være tilfældet på et marked med fuldkommen konkurrence, altså uden nogen dominerende virksomheder. Et marked, der er domineret af et monopol, er derfor samfundsøkonomisk inefficient, dvs. monopolet skaber en samfundsøkonomisk forvridning. Et monopol er altså et eksempel på en markedsfejl, idet det forårsager en situation, hvor resurserne ikke bliver anvendt hensigtsmæssigt. Samtidig vil en monopolvirksomhed i modsætning til virksomheder på et kompetitivt marked indtjene en overnormal profit i form af en knaphedsrente som følge af monopolet. Denne overnormale profit vil virksomheden kunne anvende til udbytter til ejerne. Det er også muligt, at noget af eller hele profitten vil forsvinde som følge af, at monopolvirksomheden ikke udnytter sine resurser så effektivt (f.eks. ikke gennemfører effektiviseringer i produktionen), fordi den ikke er udsat for konkurrence. Denne form for uhensigtsmæssig resurseanvendelse kaldes X-inefficiens. Endelig kan udsigten til at opnå, eller ønsket om at bevare eksisterende, monopolfordele tilskynde virksomheder og personer til rent-seeking og dermed føre til et inefficient forbrug af samfundets resurser.

## Eksempler på monopoler
Monopoler kan både fremkomme som følge af offentlige foranstaltninger og ved, at en virksomhed af egen kraft udkonkurrerer andre virksomheder på et marked. Under merkantilismen, der var den fremherskende økonomiske tankegang i Europa i 1600- og 1700-tallet, spillede staten en aktiv rolle i at oprette handelsmonopoler, i Danmark f.eks. Ostindisk Kompagni. Med liberalismens fremkomst i det sene 1700- og 1800-tallet og ønsket om næringsfrihed forsvandt denne holdning, men i en række særlige tilfælde eksisterer stadig offentligt understøttede monopoler. Et vigtigt eksempel er patentlovgivningen, der har til formål at give virksomheder eneret til kommercielt at udnytte de teknologiske nyskabelser, de har fået adgang til. Hensigten hermed er at opmuntre til større innovation. En række offentlige virksomheder og aktiviteter er også karakteriseret ved monopol, eksempelvis politiet og forsvaret. Et andet eksempel er Post Danmark, der frem til den 1. januar 2011 havde monopol på at distribuere breve under 50 gram. Ligeledes er en række naturlige monopoler organiseret som offentligt ejede virksomheder i mange lande.
Sidst i 1900-tallet udnyttede Rockefeller stordriftsfordele i oliebranchen til at udkonkurrere sine konkurrenter og dermed samle alle olievirksomheder i USA. Hans virksomhed blev senere påbudt opbrudt, og dette førte til dannelsen af de syv søstre.

## Regulering af monopoler
I Danmark har Konkurrence- og Forbrugerstyrelsen, tidligere blot Konkurrencestyrelsen og endnu tidligere Monopoltilsynet, ifølge Konkurrenceloven til opgave at overvåge brancher, hvor der ikke er konkurrence, eller hvor nogle få virksomheder dominerer markedet. Mange større konkurrencesager hører dog i stedet under EU. Tilsvarende myndigheder findes i de fleste andre lande. En af måderne at regulere monopoler på er at begrænse deres muligheder for frit at prissætte deres produkter, f.eks. ved administrativt at fastsætte en maksimumspris, som monopolet ikke må overskride. Sådan en maksimumspris kan motivere monopolet til at forøge sin produktion og dermed formindske og evt. (hvis maksimumsprisen har det rigtige niveau) helt fjerne forvridningen, som monopolet har skabt.

## Naturlige monopoler
Et naturligt monopol er et monopol i en branche, hvor høje omkostninger, f.eks. til infrastruktur, og andre barrierer for indtræden på markedet giver den største virksomhed i branchen en omkostningsmæssig fordel i forhold til konkurrenterne. Dette er typisk tilfældet i brancher, hvor kapitalomkostningerne er den dominerende omkostning. Dermed skabes stordriftsfordele, som er store i forhold til markedet. Forsyningssektoren, dvs. produktionen og distributionen af bl.a. elektricitet, gas, fjernvarme og vand, er typiske eksempler på naturlige monopoler, da udgifterne til at opføre og vedligeholde selve ledningsnettet udgør en meget stor del af de samlede omkostninger. Andre eksempler er jernbanenettet og tidligere fastnettelefonien.

## Andre eksempler på markedsmagt
Rene monopoler, hvor en virksomhed står for 100 % af salget af en vare, er ikke så almindelige, men der er mange eksempler på en virksomhed, der har en dominerende stilling på et marked, selvom den fortsat har visse konkurrenter. Man taler mere generelt om, at sådanne virksomheder har markedsmagt (eller evt. monopolmagt, selvom de ikke er egentlige monopoler). I praksis vil en stor markedsdominans som regel give virksomheden mange af de samme fordele som et egentligt monopol. Indenfor den gren af økonomien, der kaldes industriøkonomi, har man analyseret en række forskellige markedssituationer, der allesammen er kendetegnet ved ufuldkommen konkurrence.
Er der flere store virksomheder på et marked, kaldes situationen for et oligopol - er der netop to virksomheder, er oligopolet et duopol.
En mellemting mellem et rent monopol og et marked med fuldkommen konkurrence er den situation, der kaldes monopolistisk konkurrence. Her er der potentielt mange forskellige virksomheder. De er for så vidt hver især monopoler, idet ingen andre udbyder præcis den samme vare, som de selv gør, men de øvrige virksomheders varer ligner meget konkurrenternes; der kan f.eks. være tale om forskellige varemærker indenfor samme varegruppe.
En situation, hvor der er mange sælgere af en vare, men kun en enkelt køber, kaldes et monopson - altså, hvad der populært sagt svarer til et "monopol på købersiden".